# 乐峰镇
乐峰镇是中国福建省泉州市南安市下辖的一个镇，位于南安市东北部，东接泉州市洛江区，西与罗东镇、九都镇毗邻，北与向阳乡毗邻，南与洪梅镇毗邻，北有小部分与仙游县接壤。全镇面积64.4平方公里，属典型的丘陵地带，山地资源丰富，蕴藏着较为丰富的叶腊石矿藏。全镇通行闽南语，姓氏以潘姓为主，占80%以上。

## 行政区划
乐峰镇共辖8个行政村，分别为：
炉山村、湖内村、炉星村、福山村、飞云村、潭边村、厚阳村、炉中村。

## 历史沿革
乐峰镇名称根据“乐山”而来。据传唐末赣中名士李元溥，看破红尘，隐居此山，有人请教其隐居缘故，答曰：“仁者乐山”，这就是乐山名称的由来。随着历史的变迁，在乐峰建镇之前镇政府所在地附近区域民间称之为“乐峰”，此为乐峰由来。唐时名“炉内”，元、明、清称七都、八都。民国17年（1928年）置炉内乡，至民国35年（1946年）期间先后属三区、二区。民国35年（1946年）置乐峰乡。1961年改属梅山区管辖的乐峰公社。1965年并入罗东公社。1999年7月由罗东镇划出设立乐峰镇。